# Louis Savoye
Pour les articles homonymes, voir Savoye.
Louis Savoye est un homme politique français né le 7 avril 1836 à Saint-Valery-en-Caux (Seine-Maritime) et décédé le 7 février 1918 à Paris.

## Biographie
Louis Charles Thomas Savoye est le fils de Jean-Louis Savoye, armateur et maire de Saint-Valery-en-Caux, et de Caroline Massif.
Avocat, il devient auditeur au Conseil d’État, attaché au ministère de l'Intérieur et maitre des requêtes en 1870. Il est député de Seine-Maritime de 1871 à 1881, siégeant à droite, au groupe bonapartiste de l'Appel au peuple. Il est conseiller général du canton de Saint-Valery-en-Caux de 1871 à 1904. 
Il était aussi administrateur de sociétés, dont la Compagnie d'assurance « Le Phénix » et la Société de Commentry, Fourchambault et Decazeville.

## Sources
- « Louis Savoye », dans Adolphe Robert et Gaston Cougny, Dictionnaire des parlementaires français, Edgar Bourloton, 1889-1891 [détail de l’édition]
- « Louis Savoye », dans le Dictionnaire des parlementaires français (1889-1940), sous la direction de Jean Jolly, PUF, 1960 [détail de l’édition]